# From Mars to Sirius
From Mars to Sirius es el tercer álbum de estudio de la banda francesa de death metal Gojira, publicado el 27 de septiembre de 2005 por Listenable Records en Europa y por Prosthetic Records en América. Es un álbum conceptual que trata sobre el cambio del medio ambiente en la Tierra y cómo la humanidad debe hacer algo antes de que sea demasiado tarde. Se filmó un único vídeo promocional, el correspondiente a la canción "To Sirius".

## Concepto del álbum
El álbum tiene como protagonista a un personaje que ve acabar el mundo y decide emprender un viaje para encontrar a las ballenas voladoras para que le enseñen a volar. Este personaje vuela hacia Sirio, donde el "Master Race" le cuenta cómo restaurar la vida en el planeta.
La historia desplegada en From Mars to Sirius guarda cierta similitud con el cuento de Voltaire Micromegas.
Las letras abordan cuestiones ambientales y temas más amplios de la vida, la muerte, el renacimiento y la espiritualidad.

## Escritura y composición
Sorprendentemente, era el sonido de la banda improvisando, ya que Gojira, compuesta entonces y ahora por el guitarrista/vocalista Joe Duplantier, el guitarrista Christian Andreu, el baterista Mario Duplantier y el bajista Jean-Michel Labadie, grabaron gran parte del álbum ellos mismos, sin saber realmente lo que estaban haciendo. Pero funcionó, From Mars to Sirius colocó a la banda en el panorama internacional y cimentando su legado en el metal underground extremo gracias a los guiños de Metallica y Lamb of God, así como una presencia cada vez mayor en círculos más extremos debido a su death metal pasado y el respaldo de Listenable Records.
"No sé si nos dimos cuenta de lo especial que sería el álbum cuando lo estábamos grabando, porque cuando estás en medio de algo, no lo analizas de la misma manera que alguien del exterior mirando hacia adentro. No estábamos pensando mucho sobre el pasado o el futuro, solo el presente. Estaba leyendo Vida y enseñanzas de los maestros del Lejano Oriente, La profecía de Celestina, El tercer ojo y muchos libros que tratan sobre diferentes realidades y cómo las cosas son más de lo que parecen. Hay una dimensión sagrada en cada cosa, cada pensamiento, cada situación, cada movimiento y cada conversación que tenemos en nuestra vida diaria. Estaba realmente interesado en estas cosas y este álbum realmente trata sobre mirar el espacio exterior y otros mundos y las posibilidades de la vida extraterrestre y las diferentes realidades", declaró Joe.

## Diseño gráfico
Recuerdo que cuando escribíamos el álbum en 2004, envié un boceto de la ballena al director de la compañía discográfica en aquel entonces. Él estaba como, "¡Qué! ¿Va a ser blanco? Tiene que ser negro. ¡Sois una banda de metal!" Si ibas a la sección de metal de una tienda de discos, éramos ese único álbum blanco entre todos esos álbumes negros. Usamos una ballena que representa algo poderoso pero pacífico. Las ballenas podrían aplastar a los humanos después de lo que les hacemos, pero no, vienen, parpadean y se alejan nadando. Nos enseñan la compasión, comentó Joe.

## Vídeo musical
To Sirius, el videoclip es "una maravilla técnica producida por el famoso fotógrafo francés Alain Duplantier: fue hecho en su totalidad a partir de fotografías mostradas a varias velocidades, una tras otra. No hay metraje de película regular". Dominique Duplantier, realiza una breve aparición con rostro pétreo en la mitad del video.

## Recepción de la crítica
From Mars to Sirius fue recibido positivamente por la crítica. Eduardo Rivadavia de AllMusic notó las influencias de bandas como Pantera, Meshuggah y Neurosis en el álbum, particularmente en el trabajo de guitarra y énfasis en la atmósfera. Elogiando el álbum, Rivadavia escribió que "la fluidez con la que se hizo coexistir la mayor pesadez y las delicadas melodías dentro de canciones individuales como "Where Dragons Dwell", "Flying Whales" y "World to Come", fue realmente asombroso, como lo fue el flujo sorprendentemente fluido logrado por la secuencia de estas pistas tremendamente dispares, y los temas esotéricos combinados temáticamente llevados a cabo en todo momento. El resultado final todavía no fue fácil de digerir, y cierto que es un poco demasiado largo, pero en comparación con la mayoría del metal progresivo increíblemente denso disponible, From Mars to Sirius, logró un equilibrio casi perfecto entre el grado de dificultad y la recompensa final".
Keith Bergman de Blabbermouth hizo comparaciones similares con Meshuggah y Neurosis, pero escribió que "Una lista de influencias de la compra no hace justicia a Gojira" y que "Esta es una obra maestra a la par con cualquier cosa que Meshuggah o Mastodon hayan lanzado". Describió su estilo musical como "oscuro, agitado e hipnótico, enormemente pesado pero variado y sorprendente, nunca monótono"; y sus letras como "sorprendentemente positivas y afirmadoras de vida, sus palabras añaden humanidad incluso a las partes más enfadadas y mecanizadas del álbum". Bergman concluyó su crítica alabando From Mars to Sirius como un "álbum inmenso, intenso y muy impresionante".

## Reediciones
A finales de septiembre de 2012, Listenable Records lanzó el álbum en formato de doble vinilo. Una edición limitada de 250 copias, disponible en dos colores beige y transparente.
En febrero de 2016, From Mars To Sirius, cumplió 10 años y para celebrarlo relanzaron una edición especial. Hubo una variedad de vinilos disponibles en distintos colores, así como diferentes cajas.
Caja (primeras 500 copias):
- Versión en cassette exclusiva del álbum
- CD de edición limitada
- 4 impresiones nunca vistas de los bocetos de Joe Duplantier realizados antes de la portada final
- Bandera exclusiva de la portada del álbum
- Púa de guitarra exclusiva de From Mars to Sirius
- Parche exclusivo

Los primeros 500 compradores recibían una postal que les permitía participar en un concurso cuyo premio era una guitarra exclusiva que mostraba el diseño de From Mars to Sirius en el cuerpo

## Lista de canciones
| N.º | Título                                                                | Escritor(es)                       | Duración |  |
| 1.  | «Ocean Planet»                                                        | J. Duplantier                      | 5:32     |  |
| 2.  | «Backbone»                                                            | J. Duplantier                      | 4:18     |  |
| 3.  | «From the Sky»                                                        | J. Duplantier                      | 5:48     |  |
| 4.  | «Unicorn»                                                             | J. Duplantier                      | 2:09     |  |
| 5.  | «Where Dragons Dwell»                                                 | J. Duplantier                      | 6:54     |  |
| 6.  | «The Heaviest Matter of the Universe»                                 | J. Duplantier                      | 3:57     |  |
| 7.  | «Flying Whales»                                                       | J. Duplantier                      | 7:44     |  |
| 8.  | «In the Wilderness»                                                   | J. Duplantier                      | 7:47     |  |
| 9.  | «World to Come»                                                       | J. Duplantier                      | 6:52     |  |
| 10. | «From Mars»                                                           | J. Duplantier                      | 2:24     |  |
| 11. | «To Sirius»                                                           | J. Duplantier                      | 5:37     |  |
| 12. | «Global Warming»                                                      | J. Duplantier                      | 7:50     |  |
| 13. | «Escape» (Versión de Metallica (canción extra en la edición japonesa) | J. Hetfield, L. Ulrich, K. Hammett | 5:08     |  |

## Personal
- Joe Duplantier – voz, guitarra
- Christian Andreu – guitarra
- Jean-Michel Labadie – bajo
- Mario Duplantier – batería